# Tichoje (Kaliningrad)
Tichoje (russisch Тихое, deutsch Kiehlendorf) ist ein Ort in der russischen Oblast Kaliningrad (Gebiet Königsberg (Preußen)). Er liegt im Norden des Rajon Prawdinsk (Kreis Friedland (Ostpr.)) und gehört zur Mosyrskoje selskoje posselenije (Landgemeinde Mosyr (Klein Gnie)).

## Geographische Lage
Tichoje liegt 18 Kilometer nordöstlich der früheren Kreisstadt Schelesnodoroschny (Gerdauen) an einer Straße die von Werschiny (Werschen) an der russischen Fernstraße R 508 nach Lasarewo (Grüntann) und weiter nach Winogradnoje (Stutterei) im Rajon Tschernjachowsk (Kreis Insterburg) führt.
Bis 2001 bestand über die fünf Kilometer entfernte Station Mosyr-Nowy Anschluss an die Bahnstrecke Toruń–Tschernjachowsk (Thorn–Insterburg), die im Abschnitt auf russischem Staatsgebiet ihren Betrieb eingestellt hat.

## Geschichte
Das einstige Kiehlendorf gehörte 1874 zu den kommunalen Einheiten, die den neu errichteten Amtsbezirk Muldszen (1936–1938 Muldschen, 1938–1945 Mulden, russisch: Perewalowo) bildeten, und blieb ihm bis 1945 zugehörig. Er lag im Landkreis Gerdauen im Regierungsbezirk Königsberg der preußischen Provinz Ostpreußen.
Im Jahre 1910 zählte Kiehlendorf 92 Einwohner. Ihre Zahl stieg bis 1933 auf 205 und betrug 1939 noch 181. 1938 wurden Gemeindeteile nach Groß Gnie (russisch: Gussewo) ausgegliedert, gleichzeitig der Ort Peterehlen (russisch: Wjasemskoje) eingemeindet.
1945 kam das nördliche Ostpreußen und mit ihm Kiehlendorf an die Sowjetunion, und 1950 erhielt der Ort den russischen Namen „Tichoje“. Bis zum Jahre 2009 war er innerhalb der seit 1991/92 russischen Oblast Kaliningrad in den Mosyrski sowjet (Dorfsowjet Mosyr (Klein Gnie)) eingegliedert und ist seither – aufgrund einer Struktur- und Verwaltungsreform – eine als „Siedlung“ (possjolok) eingestufte Ortschaft innerhalb der Mosyrskoje selskoje posselenije (Landgemeinde Mosyr) im Rajon Prawdinsk.

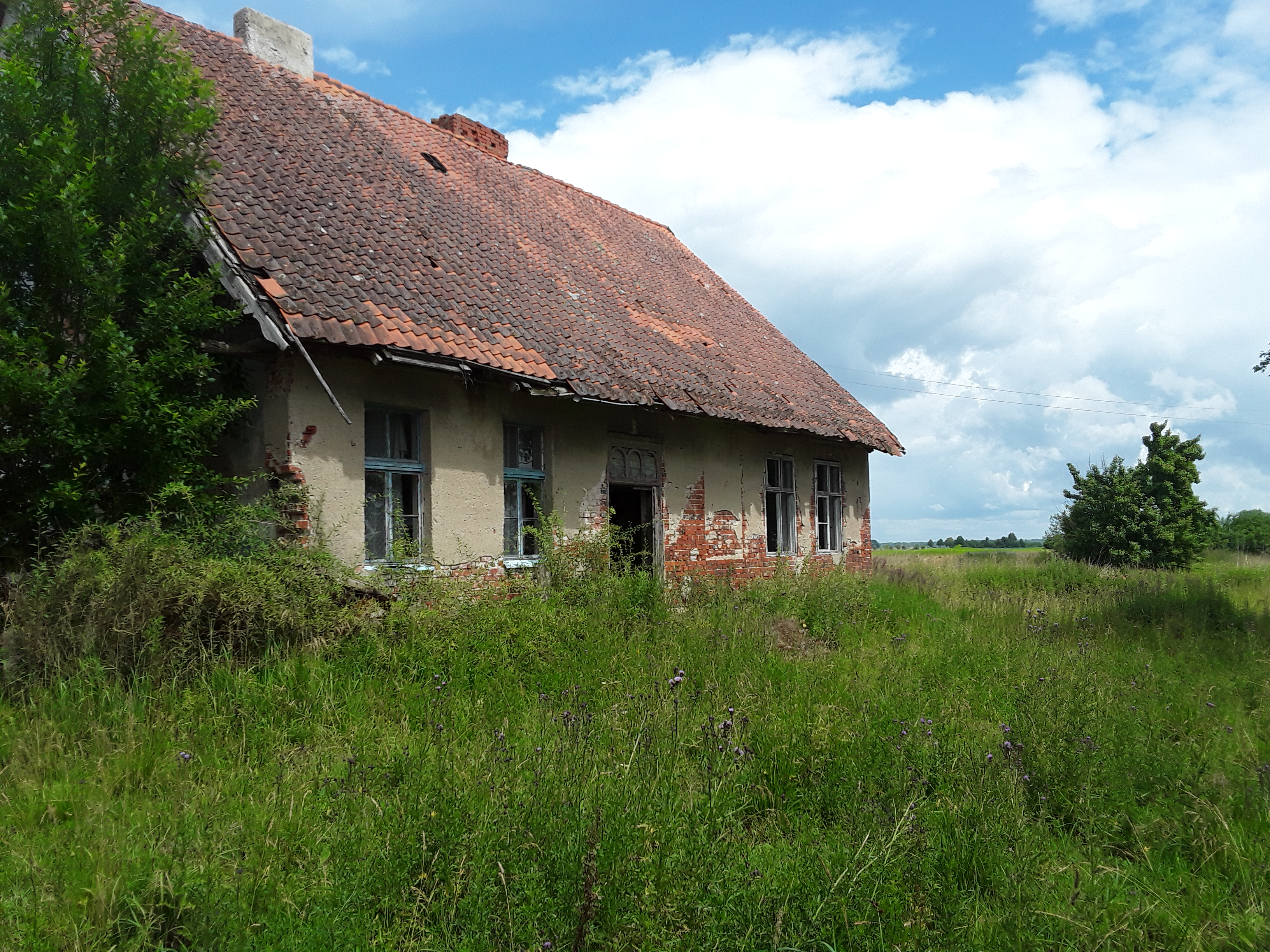
Ehemaliges Kiehlendorf: eines der wenigen erhaltenen Gebäude aus der Vorkriegszeit

Vom früheren Kiehlendorf sind nur noch wenige Gebäude aus der Vorkriegszeit erhalten. Eine Vielzahl alter Gebäude, auch die ehemalige Schule, wurden nach 2000 abgerissen, so dass kaum noch alte Bausubstanz auszumachen ist.

## Kirche
Die mehrheitlich evangelische Bevölkerung Kiehlendorfs war bis 1945 in das Kirchspiel Muldszen (1936–1938 Muldschen, 1938–1945 Mulden, russisch: Perewalowo) eingepfarrt und gehörte zum Kirchenkreis Gerdauen (russisch: Schelesnodoroschny) innerhalb der Kirchenprovinz Ostpreußen der Kirche der Altpreußischen Union.
Heute liegt Tichoje im Bereich der evangelischen Stadtgemeinde Tschernjachowsk (Insterburg), die in den 1990er Jahren neu gebildet wurde und sich der ebenfalls neu errichteten Propstei Kaliningrad in der Evangelisch-Lutherischen Kirche Europäisches Russland (ELKER) eingegliedert hat.

## Einzelnachweise

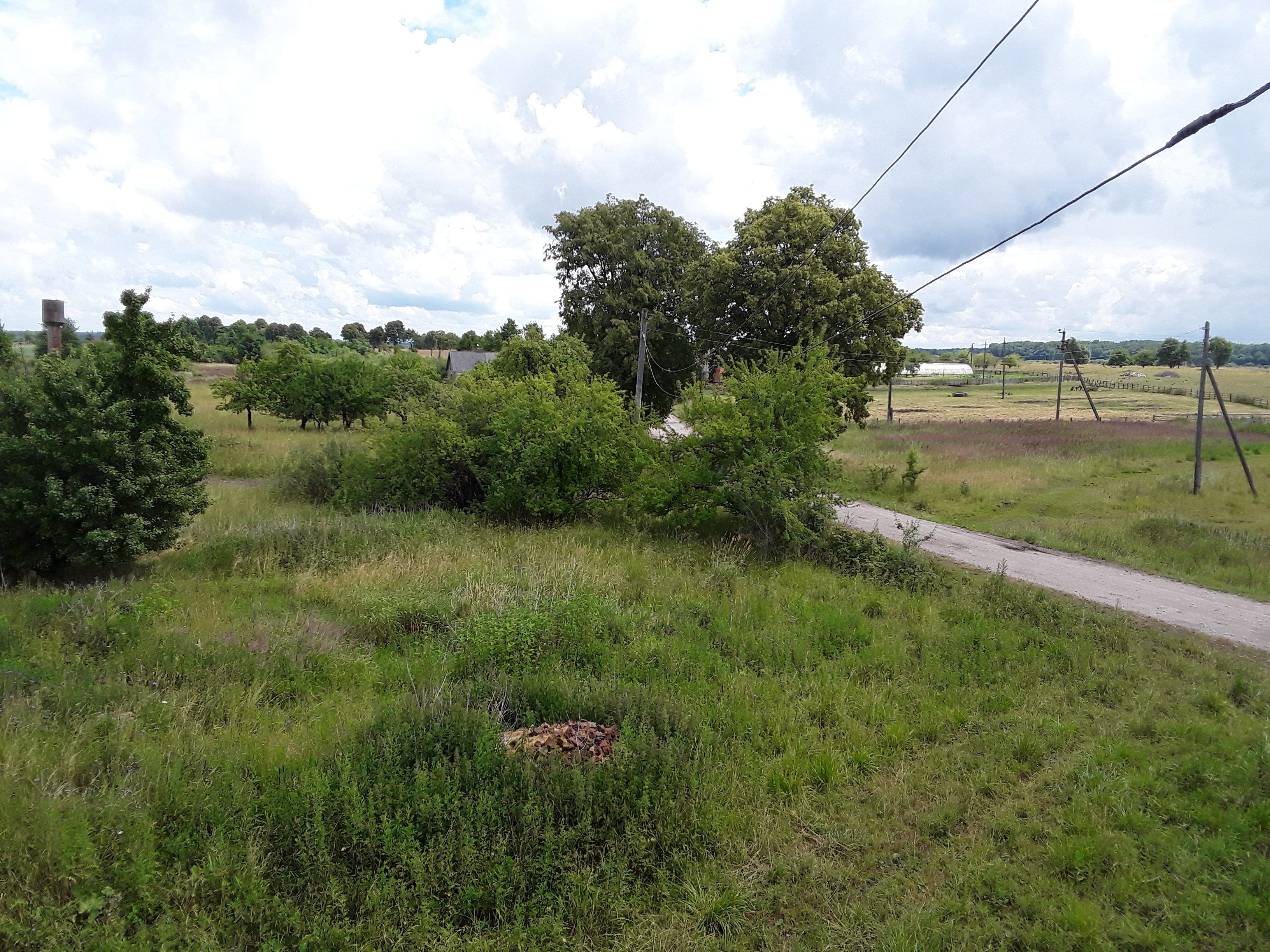
Ehemaliges Kiehlendorf, nördlicher Teil des Dorfes